# F. Sherwood Rowland
Frank Sherwood Rowland, född 28 juni 1927 i Delaware i Ohio, död 10 mars 2012 i Newport Beach i Kalifornien, var en amerikansk kemist, som tillsammans med Mario J. Molina och Paul J. Crutzen tilldelades Nobelpriset i kemi 1995 "för deras arbeten inom atmosfärkemin, speciellt rörande bildning och nedbrytning av ozon".
I jordens atmosfär finns små mängder ozon, en gas vars molekyler består av tre syreatomer (O3). Trots att ozon förekommer i låga halter spelar det en ytterst fundamental roll för livet på jorden. Ozonet, tillsammans med den vanliga syrgasen (O2), förmår nämligen absorbera den största delen av solljusets ultravioletta strålar och därigenom hindra att denna farliga strålning når jordytan. Utan ett skyddande ozonlager i atmosfären skulle djur och växter inte kunna existera, i varje fall inte på land. 
Crutzens, Molinas och Rowlands forskning har klargjort hur ozon bildas och bryts ner genom kemiska processer i atmosfären. De har också visat hur känsligt ozonskiktet är för påverkan från människans utsläpp av olika ämnen i atmosfären. Genom att tidigt varna för följderna av till exempel okontrollerat utsläpp av freoner startade de den debatt som senare ledde till lagstiftning i de flesta länder mot sådana utsläpp. Rowland avled den 10 mars 2012, efter en längre tids sjukdom.
Asteroiden 9681 Sherwoodrowland är uppkallad efter honom.